# Decet Romanum pontificem (1521)
Decet Romanum Pontificem (slovensko: Primerno je, da rimski papež') - je papeška bula, ki jo je napisal papež Leon X. 3. januarja 1521.
S to bulo je bil Martin Luter izobčen iz Rimskokatoliške Cerkve, ker ni hotel preklicani nekaterih izmed svojih 95 tez.